# Capromys pilorides

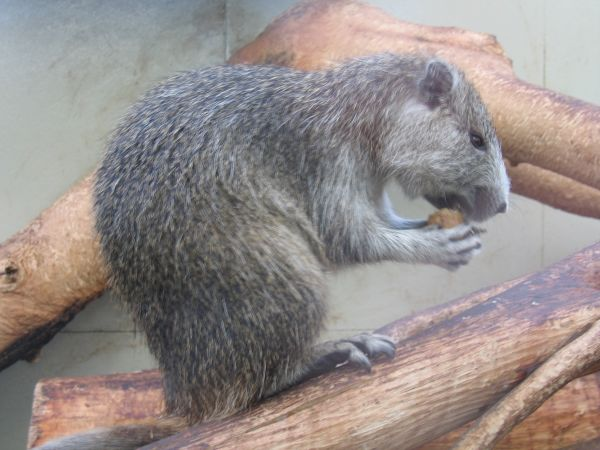
Hutia di Desmarest in uno zoo

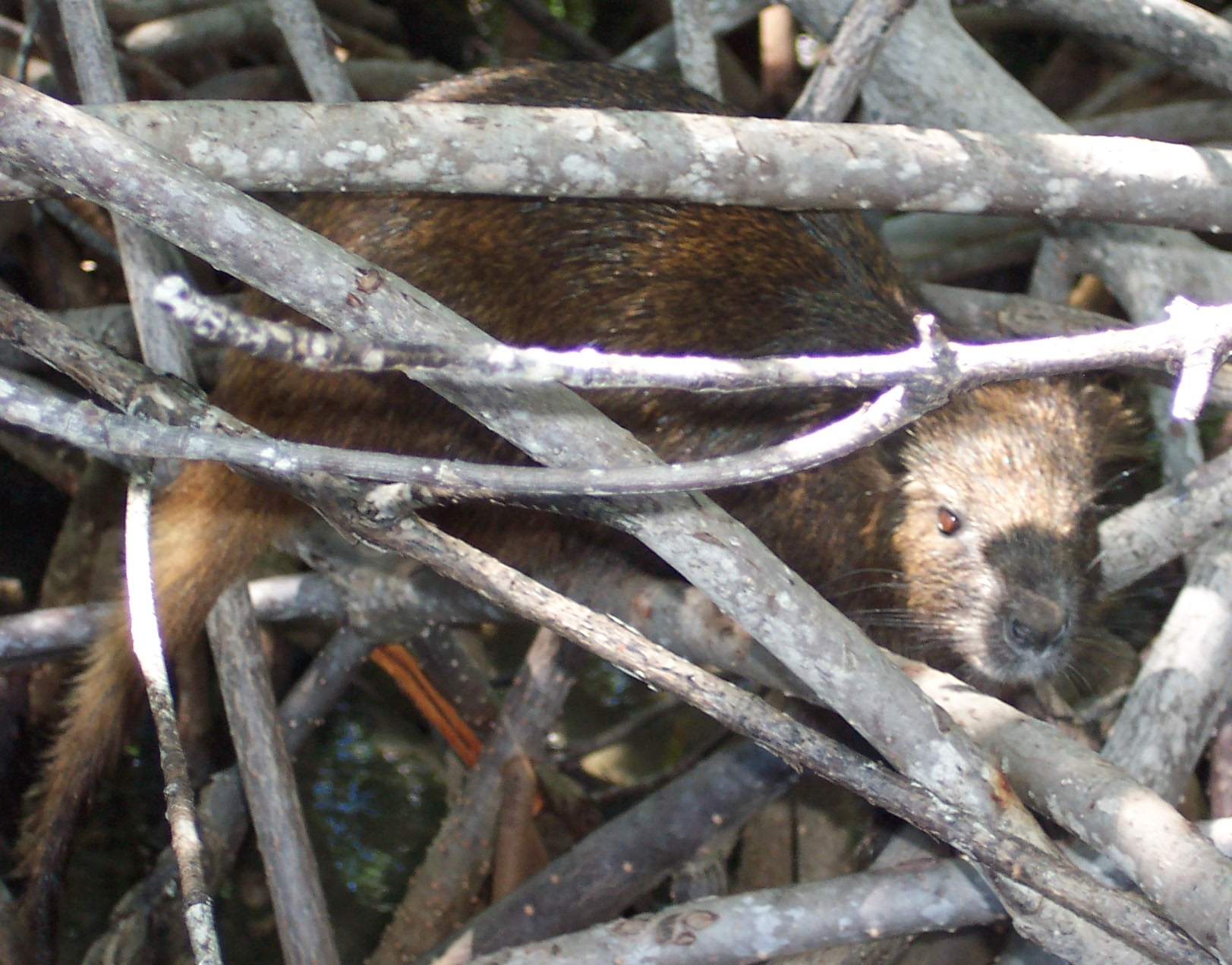
Hutia di Desmarest tra le mangrovie

L'hutia di Desmarest (Capromys pilorides), noto anche come hutia cubano, è una specie di hutia endemica di Cuba.

## Descrizione
L'hutia di Desmarest varia nelle dimensioni dai 20 ai 60 cm. Pesa tra 1 e 9 kg, con una media di 7. Ha una pelliccia folta e ruvida che si estende fino alla punta della coda. Il colore del mantello varia dal nero al bruno, anche se si conoscono esemplari color sabbia chiaro e rossi. Il corpo è tarchiato e le zampe corte. Si muove con passi lenti e trotterellanti, ma può effettuare degli scatti rapidi quando si sente minacciato. Il piede ha cinque dita con grandi unghie che aiutano l'animale nell'arrampicata. Lo stomaco è diviso in tre compartimenti dalle costrizioni dell'intestino ed è il più complesso tra tutti quelli dei roditori.

## Distribuzione e habitat
L'hutia di Desmarest vive in una grande varietà di habitat. Nel nord di Cuba, le popolazioni tendono a concentrarsi intorno ad aree con abbondanti formazioni di mangrovie, mentre le popolazioni meridionali tendono a preferire habitat più terrestri. L'hutia di Desmarest si trova solamente a Cuba, ma è largamente diffuso in tutto il suo areale. Vive sull'isola principale, sull'Isla de la Juventud, sull'arcipelago di Sabana, sull'arcipelago di Doce Laqunas e su molte delle altre isole e isolette dell'arcipelago cubano. È abbondante nella Provincia di Guantánamo e particolarmente intorno alla Base Navale della Baia di Guantanamo. Nelle aree montuose dell'est di Cuba il numero di hutia di Desmarest sta diminuendo.

## Biologia
Gli hutia di Desmarest vivono normalmente in coppia, ma si possono trovare anche individualmente o in piccoli gruppi. Sono diurni e non fossori, così durante la notte riposano nelle crepe tra le rocce o sugli alberi. Sono onnivori ma si nutrono soprattutto di corteccia, foglie e frutta. Occasionalmente catturano piccoli vertebrati come lucertole. Sia i maschi che le femmine marcano il proprio territorio con l'urina. Si riproducono durante tutto l'anno con un periodo di gestazione di 110-140 giorni (normalmente di 120-126 giorni circa), sebbene il picco della stagione riproduttiva avvenga in giugno/luglio. Normalmente partoriscono da uno a tre piccoli, che pesano in media 230 g. I piccoli sono precoci, già muniti di pelliccia, con occhi completamente aperti e già atti a camminare. Sono svezzati intorno ai cinque mesi e raggiungono la maturità sessuale intorno ai dieci mesi. In cattività vivono tra gli otto e gli undici anni.

## Interazioni con l'uomo
Gli hutia venivano cacciati tradizionalmente a Cuba per la notevole quantità di carne che potevano fornire. In alcuni posti venivano tenuti nelle stalle e trattati come bestiame domestico di piccola taglia. L'Atto per la Protezione degli Animali Selvatici del 1968 rese illegale la caccia e l'uccisione degli hutia senza un particolare permesso del Ministero dell'Agricoltura e della Pesca. In alcune aree sono così abbondanti che provocano danni alle colture e vengono visti come animali nocivi.
Nonostante siano comuni e nessun rischio minacci la sopravvivenza della specie, una popolazione proveniente dall'isolotto di East Plan è stata trasferita sull'isolotto di Exuma, dove è presente un parco marino, per garantirle una sopravvivenza a lungo termine. È stato anche suggerito di utilizzarli come potenziale bestiame domestico, dal momento che è molto facile allevarli in cattività.

## Tassonomia
Descritto per la prima volta da Pallas nel 1788 come Mys pilorides, più tardi venne fatto notare che l'hutia di Desmarest non apparteneva a quel genere, e venne classificato nel genere Capromys da Tate nel 1935.
Sono riconosciute tre sottospecie:
- Capromys pilorides pilorides
- Capromys pilorides doceleguas
- Capromys pilorides relictus

Il nome comune, hutia di Desmarest, deriva da Anselme Gaëtan Desmarest, che descrisse la specie nel 1822 con il sinonimo fourniere.